# Hồ Xuân Hương
Pour les articles homonymes, voir Xuân.
Hồ Xuân Hương (1772-1822) (Chữ nho : 胡春香) était une poétesse vietnamienne née à la fin de la dynastie Lê qui a vécu à une époque de troubles politiques et sociaux : la période de la rébellion (1771-1802) et de la dynastie Tây Sơn (1788-1802) sous le règne de Nguyễn Ánh. Elle a écrit la plupart de ses poèmes en Chữ nôm. Bien que peu de ses textes nous soient parvenus, on considère généralement qu'elle fait partie des plus grands poètes de la littérature vietnamienne. Le poète contemporain Xuân Diệu l'a même qualifiée de « reine de la poésie Nôm » (Bà chúa thơ Nôm).

## Biographie
On ne connait avec certitude que bien peu de choses sur sa vie. De nombreux éléments résultent plus de traditions transmises de lettré en lettré, et que peu osent contester, que de documents et de données historiques vérifiables. D'autres sont déduits du contenu supposé autobiographique de certains de ses poèmes, de mentions diverses dans les textes d'autres poètes et écrivains de son époque, ou d'extraits de correspondance qui la mentionnent. Enfin, les détails de sa biographie – et plus encore de sa personnalité – fluctuent depuis un siècle au gré des aléas politiques. Certains commentateurs considèrent même que les poèmes qui lui sont attribués proviendraient de différents auteurs (femmes pour la plupart) resté(e)s prudemment anonymes et que Hồ Xuân Hương, qui a très probablement réellement existé, ne serait que leur prête-nom.
On a longtemps considéré qu'elle aurait été la fille cadette d'un lettré nommé Hồ Phi Diễn, né en 1703 ou 1704, mort en 1786 qui vivait au village de Quỳnh Đôi, district de Quỳnh Lưu, dans la province du  Nghệ An. Hồ Phi Diễn aurait eu un arrière-grand-père commun avec Nguyễn Huệ (1753-1792), le deuxième empereur de la dynastie Tây Sơn, de 1788 à 1792. Hồ Phi Diễn fut reçu au baccalauréat à 24 ans, sous le règne de l'empereur Lê Bảo Thái (1720-1729). En raison de la pauvreté de sa famille, il devint tuteur à Hải Hưng, Hà Bắc pour gagner sa vie. Il y aurait pris comme concubine une jeune fille de Bắc Ninh qui donna naissance à Xuân Hương en 1772, à la fin du règne des seigneurs Trịnh. Sa famille aurait ensuite déménagé à Hanoï, près du lac de l'Ouest pendant son enfance.
Cependant, d'après des recherches plus récentes conduites par le professeur Trần Thanh Mại (vi), elle serait bien née à Quỳnh Đôi et son père serait un lettré, mais nommé Hồ Sĩ Danh (1706-1783), et elle aurait été la belle-sœur de Hồ Sĩ Ðống (1738-1786).
Qui que soit son père, il décéda avant qu'elle n'ait eu quinze ans, ce qui mit probablement fin à ses études. Elle connut cependant une célébrité locale, peut-être dans une maison de thé (version locale du café littéraire occidental), devenant connue pour ses poèmes subtils et pleins d'esprit. Il semble qu'elle se soit mariée deux fois, vu que ses poèmes font référence à deux maris différents. Elle fut d'abord la femme de second rang du préfet de Vĩnh–tường, qui décéda rapidement, puis d'un autre notable local, le chef de canton Cóc. Elle était loin satisfaite d'être femme de second rang (en fait, concubine) ; comme elle l'écrivit dans un de ses poèmes les plus connus : « C'est comme être une servante, mais sans être payée ». Cette situation ne dura pas, Tổng Cóc décédant six mois après son mariage. D'après certains érudits, elle aurait même eu un troisième mari, nommé Trần Phúc Hiến.
Elle passa le reste de sa vie dans une petite maison proche du lac de l'Ouest à Hanoi. Elle recevait des visiteurs, souvent des collègues poètes. Elle engageait avec eux des joutes poétiques plus ou moins coquines. Elle gagnait sa vie comme enseignante et pouvait se permettre de voyager, comme en témoignent les poèmes qu'elle composa sur différents sites du Nord Viêt Nam.
Elle était contemporaine de l'écrivain et poète Nguyễn Du (1766-1820), mais on ne peut dire s'ils s'étaient côtoyés.
Après une vie plutôt mouvementée, non mariée et financièrement indépendante dans une société confucéenne, Hồ Xuân Hương ne correspondait pas du tout au modèle d'une femme de la société féodale.

## Son œuvre

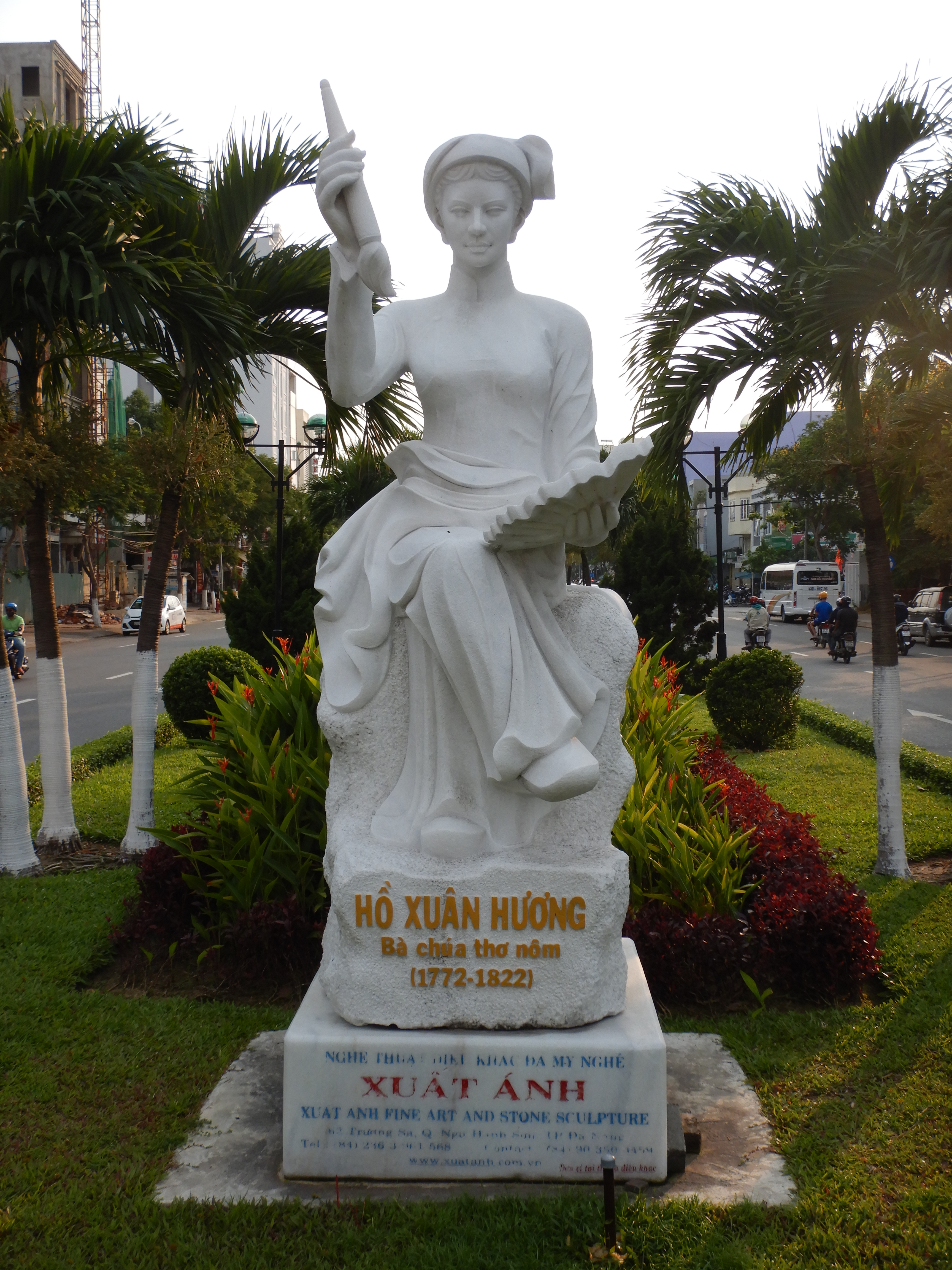
Hồ Xuân Hương

Durant sa vie et après sa mort, ses poèmes se transmirent de lettré en lettré, plus ou moins « sous le manteau », parfois oralement, ce qui donnera naissance à de nombreuses variantes. Les premiers recueils ne furent mis en forme qu'au début du XXe siècle.
On lui attribuait alors au moins une soixantaine de poèmes écrits en nôm, et non en chinois. Elle ne faisait que suivre la pratique de la plupart des grands écrivains et poètes du siècle précédent et de son époque, qui écrivaient en nôm
En 1964, le professeur Trần Thanh Mại découvrait un recueil de poèmes intitulé « Mémoire d’exil » contenant 24 poèmes en chinois et 28 poèmes en chữ nho. Pour certains, le recueil, ou au moins une partie, serait de la main de Hồ Xuân Hương, mais cette attribution prête à controverse. Si elle est en fait l'auteur de plusieurs des poèmes en chinois, cela montrerait qu'elle n'était pas opposée à l'utilisation de cette langue.
Ses allusions sur la société, la politique et la religion ainsi que l'humour souvent grivois de ses poèmes montrent qu'elle était indépendante d'esprit et rebelle aux normes sociales de son époque, se moquant des bonzes hypocrites, prenant la défense des filles-mères. Ses poèmes sont le plus souvent irrévérencieux et pleins de double sens, mais érudits. Pour Maurice Durand,
« Ce que Hồ Xuân Hương apporte de nouveau dans la littérature vietnamienne, (…) c'est un lyrisme très personnel qui fait fi des conventions et des usages et qui étale au grand jour des faits et des sentiments rattachés à la vie intime (…). En se montrant si personnelle et si cyniquement naturelle, elle parvient à composer une œuvre qui unit deux qualités assez rares : le non-conformisme et la spécificité.
Hồ Xuân Hương n'apporte pas une révolution des idées ou une révolution littéraire proprement dite. Elle apporte (…) une libération totale de toutes les traditions, de toutes les règles, de toutes les habitudes qui enchaînaient la littérature nationale dans l'imitation des œuvres littéraires chinoises. »
Comme le dit si bien Vân Hoà :
« Ses poèmes forment un délicieux gazouillis culturel, où elle laisse libre cours à son humour décapant, mais d'où la cruauté est exclue.
Elle est douée d'un optimisme débordant, se laisse attirer avant tout par ce qui est amusant, ce qui est beau, ce qui fait rire. Et elle y va tout naturellement, sans avoir à choisir ou à se poser de questions. »
Les psychanalystes et idéologues de tous bords ont attribué à Hồ Xuân Hương les vertus qu'ils voulaient y voir. Pour les nationalistes marxistes, elle est le symbole de la révolte contre la société ancienne ; malgré ses origines, elle se sentait près du peuple opprimé par la société féodale ; par son adoption du chữ nho elle a participé à "la lutte nationale contre les invasions étrangères" ; elle se moquait des élites soumises à l'idéologie chinoise… De nos jours, elle aurait été membre du Parti et défendrait la patrie contre les ennemis qui l'entourent.
Pour les nationalistes anti-marxistes, elle est le symbole de la résistance de l'individu contre le totalitarisme d'État, de l'indépendance d'esprit contre le conformisme et la propagande. Elle luttait contre l'embrigadement idéologique ou la pudibonderie hypocrite des dirigeants… Aujourd'hui, elle aurait été une dissidente comme Phạm Thị Hoài dont les œuvres ne peuvent être publiées, peut-être même en exil comme Dương Thu Hương, défendant les vraies valeurs éternelles du Viêt Nam.
Pour tous les autres, elle aura été surtout une femme sensible, espiègle, fièrement indépendante, et d'une verve poétique remarquable.

## Traductions

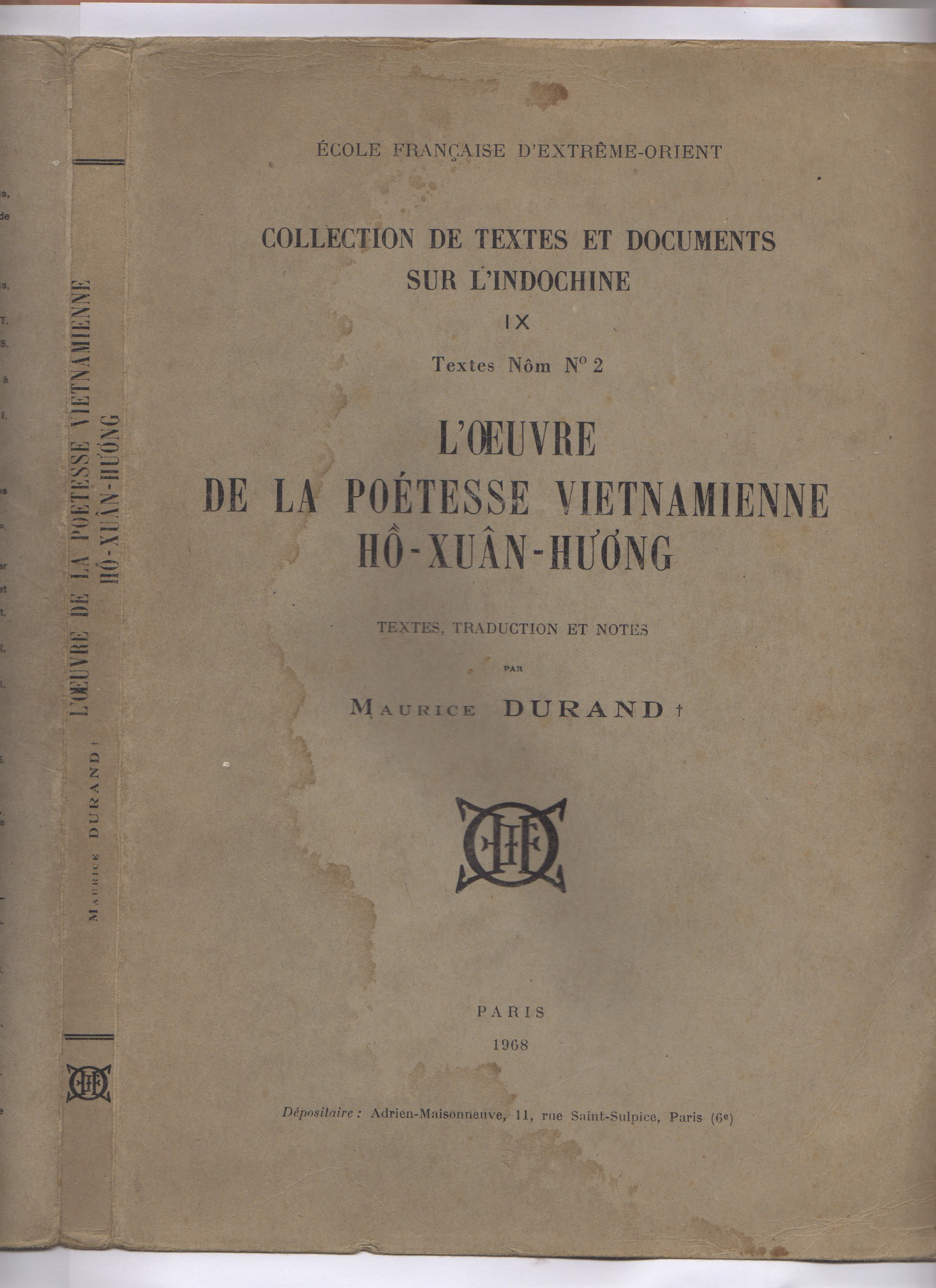

La traduction des poèmes de Hồ Xuân Hương en langues occidentales est une entreprise extrêmement difficile, sinon impossible.
On trouve tout d'abord les difficultés inhérentes à la poésie en général (rythme, musicalité, correspondances entre mots et expressions, etc) et celles spécifiques aux langues d'Asie de l'Est – multiplicité de sens de certains caractères, jeux de mots fondés sur la prononciation, jeux de tons (en chinois et en vietnamien) – avec lesquelles Hồ Xuân Hương joue avec brio. Mais ses textes sont aussi truffés d'allusions, d'insinuations, d'images (souvent grivoises), et même de « jeux de mots » fondés sur l'écriture nôm. Le nôm, qui n'est aujourd'hui lu couramment que par très peu de personnes à travers le monde, n'a en effet jamais été totalement fixé ; il en résulte une certaine liberté d'écriture, par exemple, en remplaçant un élément graphique par un autre très légèrement différent, laissant l'interprétation à l'imagination du lecteur lettré. Enfin, dans certains poèmes, le lecteur pense avoir deviné le sous-entendu de l'auteur dès les premiers vers, pour découvrir plus loin qu'il s'agit d'une allusion toute autre.
En français, on peut noter la traduction inachevée de Maurice Durand (1968) ; chacun des 54 poèmes est suivi d'une traduction, d'un nombre considérable de notes explicatives (couvrant parfois plusieurs pages), et des variantes connues du poème. Plus récemment, une traduction nouvelle a été proposée par Vân Hoà (2009).
On trouve aussi des traductions de poèmes choisis dans plusieurs anthologies de la littérature vietnamienne ; par exemple, Dông Phong (2008) inclut le texte (en quốc ngữ) et la traduction de dix poèmes.
En anglais, plusieurs de ses poèmes ont été traduits et publiés par John Balaban en 2000.

## Quelques poèmes
L'un des poèmes les plus connus de Hô Xuân Huong, probablement parce qu'il est aussi coquin que transparent, est « Le jacquier »
| Quả mít                      | Le jacquier                                           |
| ---------------------------- | ----------------------------------------------------- |
| Thân em như quả mít trên cây | Mon corps est comme le fruit du jacquier sur l'arbre  |
| Da nó xù xì, múi nó dầy.     | Son écorce est rugueuse, sa pulpe épaisse             |
| Quân tử có yêu thì đóng cọc, | Si vous l'aimez, Seigneur, plantez-y votre coin       |
| Xin đừng mân mó, nhựa ra tay | Ne le palpez pas : son jus vous collerait aux doigts. |

D'autres sont tout aussi espiègles mais plus délicats, comme « La Jeune fille assoupie en plein jour » :
« Frémissement de la brise d'été

À peine allongée, la jeune fille s'assoupit

Le peigne, de ses cheveux, a glissé

Le cache-seins rouge s'est défait

Pas de rosée sur les deux collines du Pays des Fées

La source aux fleurs de Pêcher ne jaillit pas encore

L'homme de bien, hésitant, ne peut en détacher sa vue

Partir lui est pénible, mais inconvenant de rester. »
Les difficultés de la traduction peuvent être illustrées en comparant celles de L'éventail par Maurice Durand et par Dông Phong qui hésitent dès le premier vers :  Durand indique que les nombres 17 et 18 ne qualifient rien d'explicite; ce qui peut suggérer une femme de 17 ou 18 ans ou « autre chose de plus scabreux, les plis de l'organe sexuel féminin. ». Dông Phong note plus sobrement : « Est-ce le nombre de lattes de l'éventail ou l'âge d'une jeune femme ? » .
| Maurice Durand (1968)                                                              | Đông Phong (2008)                                                   |
| ---------------------------------------------------------------------------------- | ------------------------------------------------------------------- |
| Compte-t-il dix-sept ou dix-huit lamelles,                                         | Son nombre de dix-sept ou dix-huit                                  |
| Laissez-nous le chérir et ne pas le quitter de nos mains.                          | Le fait aimer et les mains ne le quittent plus.                     |
| Mince ou épais comme un mignon triangle parfait il s'ouvre ;                       | Mince ou épais, il s'évase toujours en triangle                     |
| Large ou étroit, dans sa forme, l'on y enfonce un tenon.                           | Large ou étroit, le tenon s'y étrangle.                             |
| Plus il fait chaud et plus il donne frais ;                                        | Plus il fait chaud, plus il offre de la fraîcheur ;                 |
| On ne se lasse pas de l'aimer la nuit, on l'aime encore le jour.                   | On l'aime la nuit, et de jour encore plus d'ailleurs                |
| Comme le rose visage d'une jeune fille, sa face est colorée par la colle de kaki ; | Rose ou poudré, son sort dépend de sa glu ;                         |
| Le seigneur vous chérit, le roi vous aime à cause de lui.                          | Mais les princes le couvrent, et les rois l'adorent, ce petit truc. |